# Führungskraftwagen

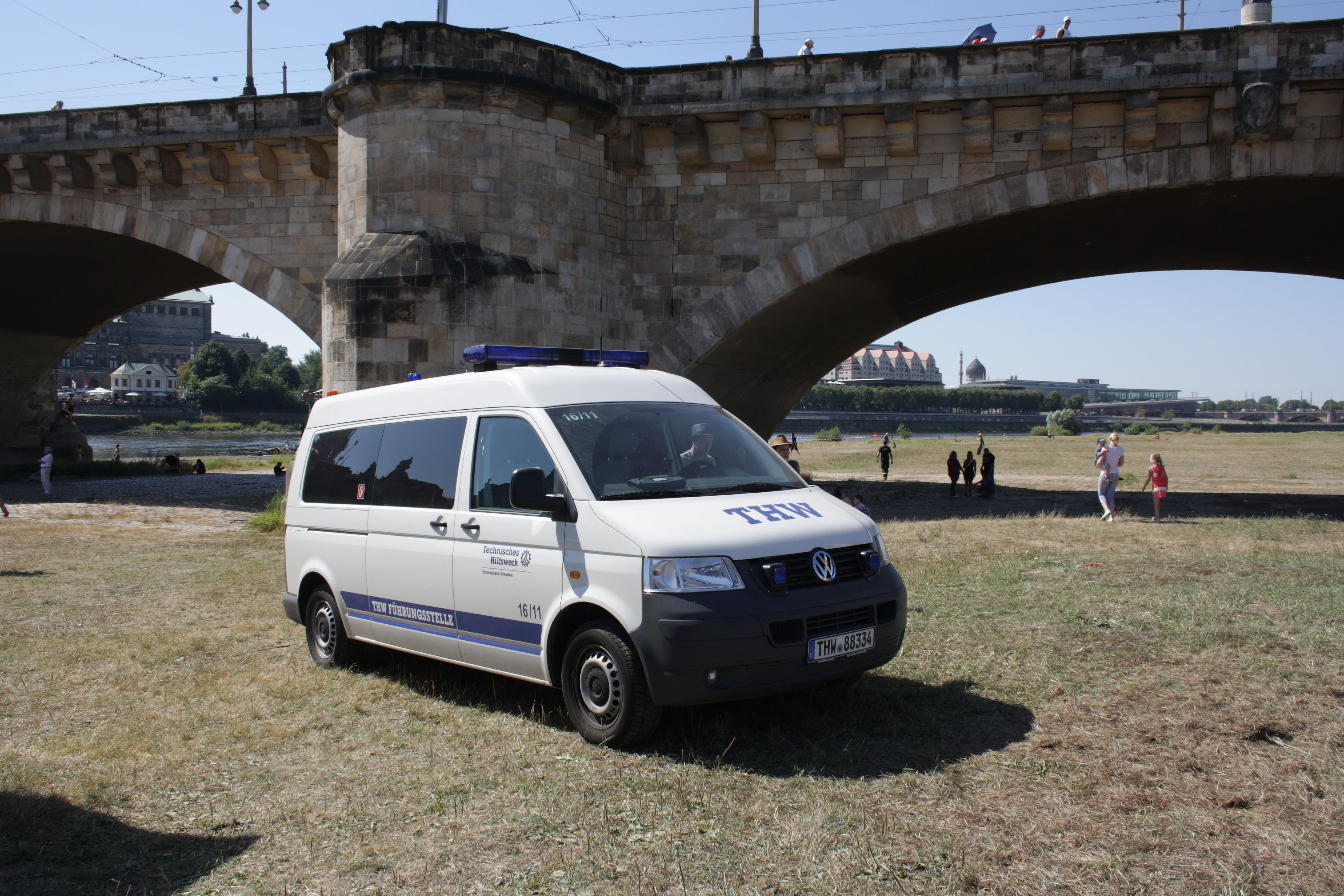
Moderner FüKW beim THW

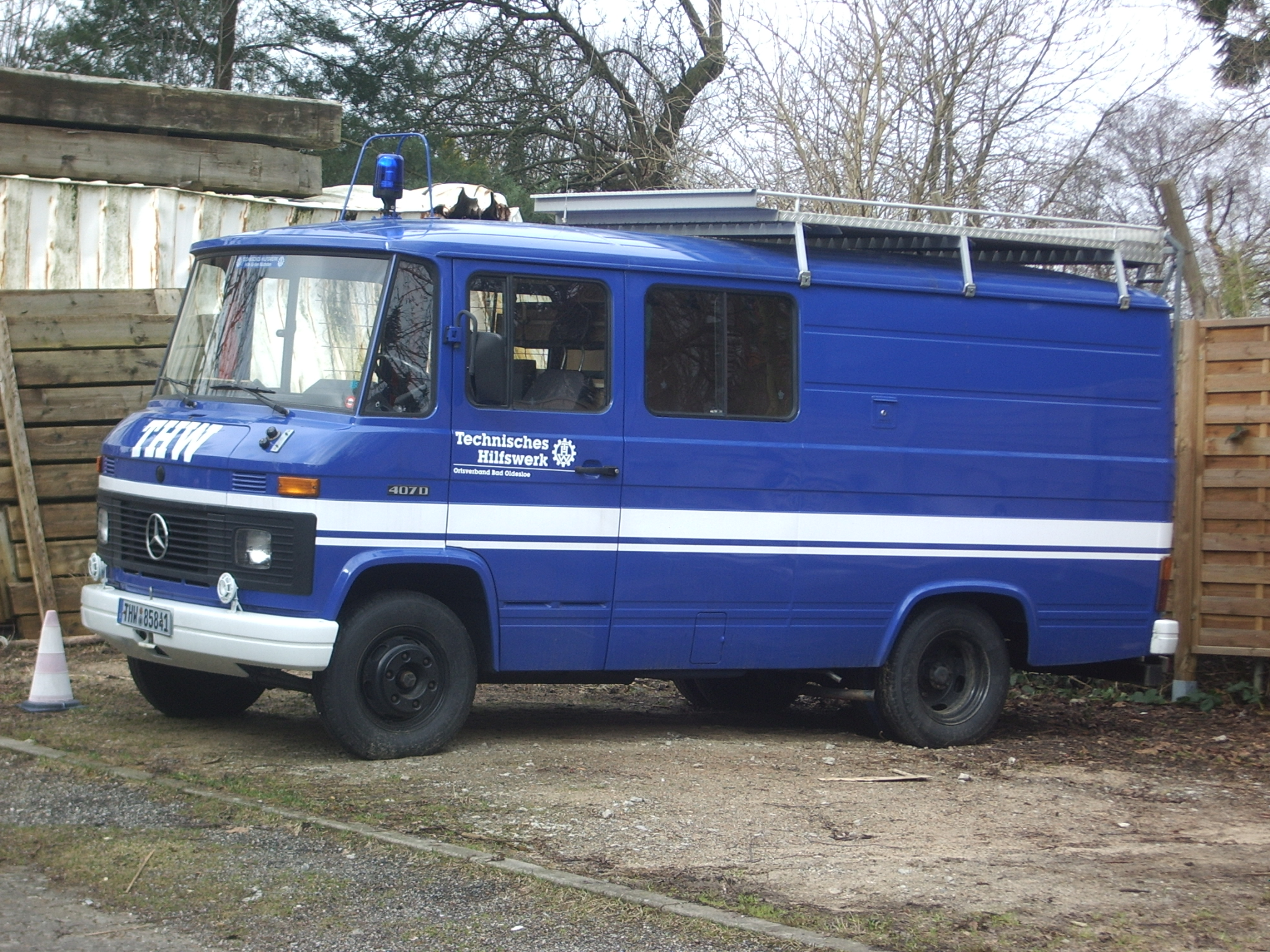
Älterer FüKW beim THW

Der Führungskraftwagen (kurz: FüKW) ist ein genormtes Führungsfahrzeug des Zivil- und Katastrophenschutzes. Es gibt zum einen den ehemaligen Typ, wie er vom Bund für die Technischen Einsatzleitungen (TEL) beschafft wurde, und zum anderen die aktuelle Version des Technischen Hilfswerks (THW).

## Ehemaliger Typ für Technische Einsatzleitungen
Es handelt sich um ein dem Einsatzleitwagen 1 ähnliches Fahrzeug, das jedoch mit einer regelmäßig umfangreicheren Kommunikationstechnik ausgestattet ist. Dazu gehörten zwei festeingebaute 4-m-Funkgeräte sowie ein festeingebautes 2-m-Funkgerät (BOS-Funk), die alle auch über einen am Fahrzeug montierten Funkmast betrieben werden konnten. Führungskraftwagen dienen als mobile Fernmelde-Betriebsstelle mit Sprechfunk- und Fernsprechanlage. Sie besitzen Hinterachsantrieb und verfügten über zwei Sitzplätze in der Fahrerkabine und – je nach Variante – drei oder vier Sitzplätze im Aufbau. Die zulässige Gesamtmasse variiert je nach Version zwischen 2,3 Tonnen und 3,2 Tonnen.
Führungskraftwagen sind als Einsatz- oder Museumsfahrzeuge vereinzelt noch anzutreffen.

## Ehemaliger Typ des THW
In der Fachgruppe Führung/Kommunikation des Technischen Hilfswerks sollen die noch vorhandenen Führungskraftwagen durch neue mit stark überarbeiteter, modernisierter Ausstattung und fünf Sitzplätzen für den Führungstrupp ersetzt werden. Er dient zudem als Relais- und Repeaterstelle im Funkverkehr.

## Aktueller Typ des THW
Für die Führungseinheiten des THW ist seit dem Jahr 2022 ein Führungskraftwagen vorgesehen. Dazu gehören die Zugtrupps des Technischen Zuges, des Fachzuges Führung/Kommunikation (FK) und des Fachzuges Logistik (Log). Die Führungskraftwagen sollen dort die bisher genutzten sechs-sitzigen „MTW ZTr“ (Mannschaftstransportwagen Zugtrupp) ablösen. Führungskraftwagen sind außerdem vorgesehen für die Trupps ESS (Einsatzstellen-Sicherungssystem) und UL (Unbemannte Luftfahrsysteme). Die Konfiguration der Fahrzeuge ist noch nicht abgeschlossen. Der Führungskraftwagen ist nicht zu verwechseln mit dem im Fachzug FK vorhandenen Führungs- und Kommunikationskraftwagen.